# Fine Line
Fine Line ist ein taiwanisch-US-amerikanischer Kurzfilm von Ang Lee aus dem Jahr 1984.

## Hintergrund
Der Film entstand als Lees Abschlussarbeit an der Tisch School of the Arts.

## Handlung
Das Drama erzählt die Geschichte des jungen chinesischen Mädchens Piu Piu und des italienischen Raubeins Mario. Die Dialektik zwischen asiatischer und westlicher Kultur taucht als Motiv auch in Lees späteren Filmen auf.

## Auszeichnungen
Im Februar 1985 wurde der Film beim NYU Student Film Festival als bester Film und Lee als bester Regisseur ausgezeichnet.